# 上海申康医院发展中心
上海申康医院发展中心，是上海市人民政府直属事业单位，成立于2005年9月。作为上海市属医院“管办分离”改革的产物，申康中心负责履行上海市人民政府所属三级医院的出资人职责，负责医院预算、资产管理、规划及院长绩效考核。

## 历史
申康中心前身为上海市国资委出资、原上海市卫生局所属上海申康投资有限公司，成立于2002年3月，负责医疗卫生领域的投资建设。2005年4月，上海市人民政府印发《关于推进本市市级医疗机构管办分离改革的方案》。2005年9月9日，申康中心挂牌成立。

## 机构设置

### 内设部门
申康医院发展中心内设办公室、党委办公室、组织人事部、投资建设部、医疗事业部、规划绩效部、财务部、资产监管部、医联工程与信息化部、审计与内控部。

### 直属事业单位
根据中共上海市委机构编制委员会办公室的事业单位注册数据，以下19间医院由申康中心出资主办。
- 上海市口腔病防治院
- 上海市精神卫生中心
- 上海市胸科医院
- 上海交通大学医学院附属瑞金医院北院
- 复旦大学附属华山医院北院
- 上海市第一人民医院
- 上海市第六人民医院
- 上海市第六人民医院东院
- 上海市第十人民医院
- 上海市第一妇婴保健院
- 上海市眼病防治中心
- 华东医院
- 上海市儿童医院
- 上海市同济医院
- 上海市皮肤病医院
- 上海市中医医院
- 上海市肺科医院
- 上海市公共卫生临床中心

此外，上海交通大学医学院（上海市人民政府主办、上海市教育委员会列支预算、上海交通大学共建）及上海中医药大学（上海市人民政府主办、上海市教育委员会列支预算）的所属医院也是上海市的市属医院，申康医院发展中心承担这七间医院的办医职责，列支财政预算。
- 上海交通大学医学院附属瑞金医院（交大医学院附属）[A]
- 上海交通大学医学院附属新华医院（交大医学院附属）[A]
- 上海交通大学医学院附属仁济医院（交大医学院附属）[A]
- 上海交通大学医学院附属第九人民医院（交大医学院附属）[A]
- 上海交通大学医学院附属上海儿童医学中心（交大医学院附属）[B]
- 上海中医药大学附属龙华医院（上中医附属）[B]
- 上海中医药大学附属曙光医院（上中医附属）[B]
- 上海中医药大学附属岳阳中西医结合医院（上中医附属）[B]

### 其他直属单位
申康医院发展中心还管理以下事业单位：
- 上海市质子重离子临床技术研发中心（上海市质子重离子医院）
- 上海市中医药研究院（名义上管辖，实际上牌子挂在上海中医药大学，由上海市教育委员会管理）[6]
- 上海市老年医学中心（筹）

### 共管共建单位
2009年开始，上海市境内的原中华人民共和国卫生部直属医院改为卫生部属、省部共建体制，上海市共建这些医院的职能由申康中心履行。此外，申康中心也代表上海市人民政府履行共建海军军医大学三家附属医院及中国福利会国际和平妇幼保健院的职能。共建单位共计10家，分别为：
- 复旦大学附属华山医院（国家卫生健康委直属，复旦大学医学院附属）
- 复旦大学附属中山医院（国家卫生健康委直属，复旦大学医学院附属）
- 复旦大学附属妇产科医院（国家卫生健康委直属，复旦大学医学院附属）
- 复旦大学附属儿科医院（国家卫生健康委直属，复旦大学医学院附属）
- 复旦大学附属眼耳鼻喉科医院（国家卫生健康委直属，复旦大学医学院附属）
- 复旦大学附属肿瘤医院（国家卫生健康委直属，复旦大学医学院附属）
- 上海长海医院（海军军医大学附属）
- 上海长征医院（海军军医大学附属）
- 东方肝胆外科医院（海军军医大学附属）
- 中国福利会国际和平妇幼保健院

## 延伸阅读
- 桂克全. . 北京: 光明日报出版社. 2016-05-01. ISBN 978-7-519-40768-1.